# Bistagno
Bistagno (piemontesisch Bistagn) ist eine italienische Gemeinde (comune) in der Provinz Alessandria (AL), Region Piemont.

## Lage und Einwohner
Bistagno liegt etwa 43 km südwestlich von Alessandria und 10 Autominuten westlich von Acqui Terme auf 175 m s.l.m. in den Langhe, am orographisch linken Ufer der Bormida, kurz nach dem Zusammenfluss der beiden Flüsse Bormida di Spigno und Bormida di Millesimo. Das an die die Provinz Asti grenzende Gemeindegebiet umfasst eine Fläche von 17 km² und hat 1708 (Stand 31. Dezember 2023) Einwohner.
Die Nachbargemeinden sind Castelletto d’Erro, Melazzo, Monastero Bormida (AT), Montabone (AT), Ponti, Rocchetta Palafea (AT), Sessame (AT) und Terzo.

### Verkehrsanbindung
Bistagno hat seit 1874 einen Bahnhof der an der Bahnstrecke Alessandria-San Giuseppe di Cairo. Der Regionalverkehr wird von der Trenitalia verwaltet. Die Staatsstraße 30 verbindet die Ortschaft mit Alessandria und Piana Crixia.  Mit der Provinzstraße SP 228 ist sie mit der Provinz Asti verbunden.

## Geschichte

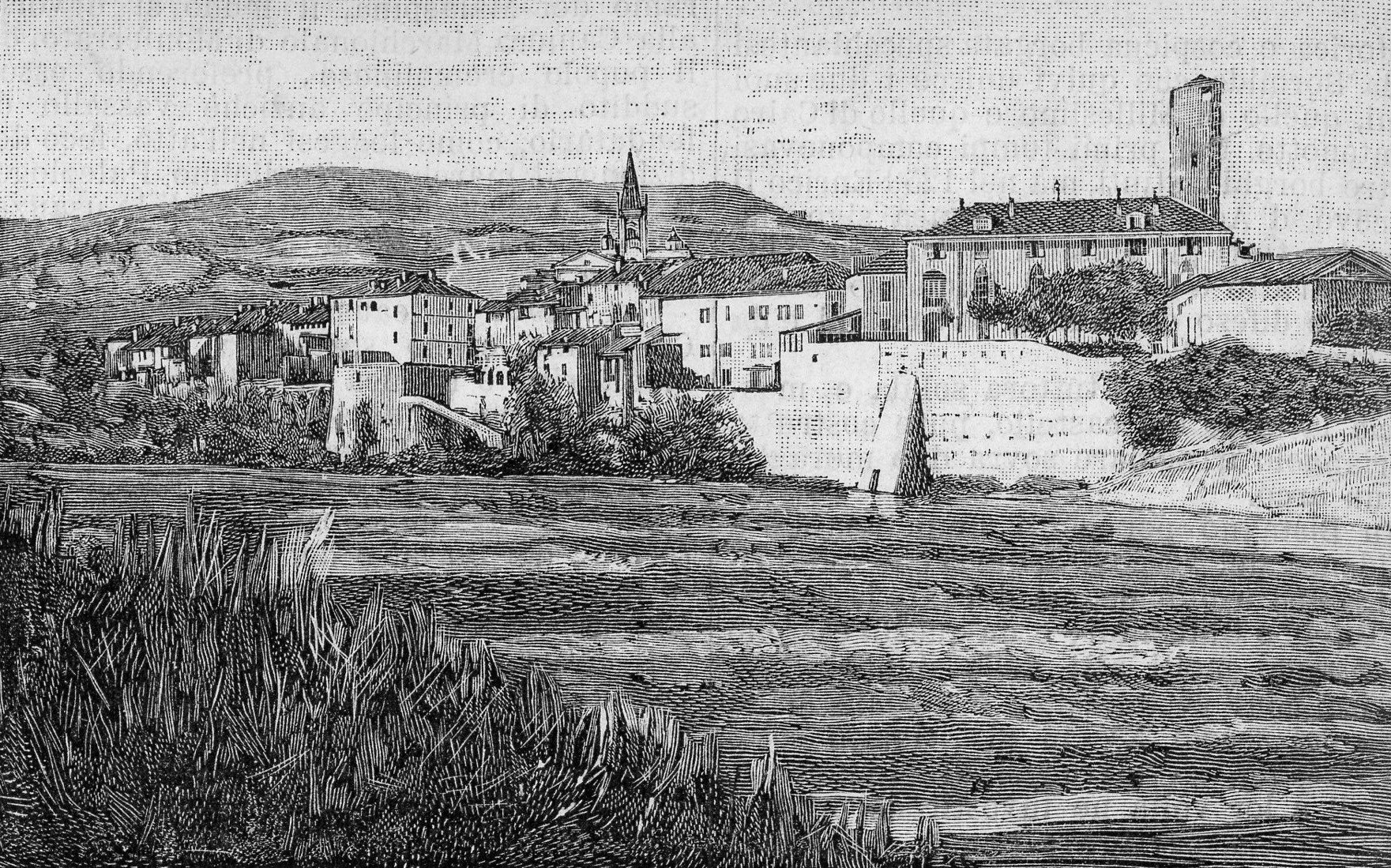
Bistagno 1893

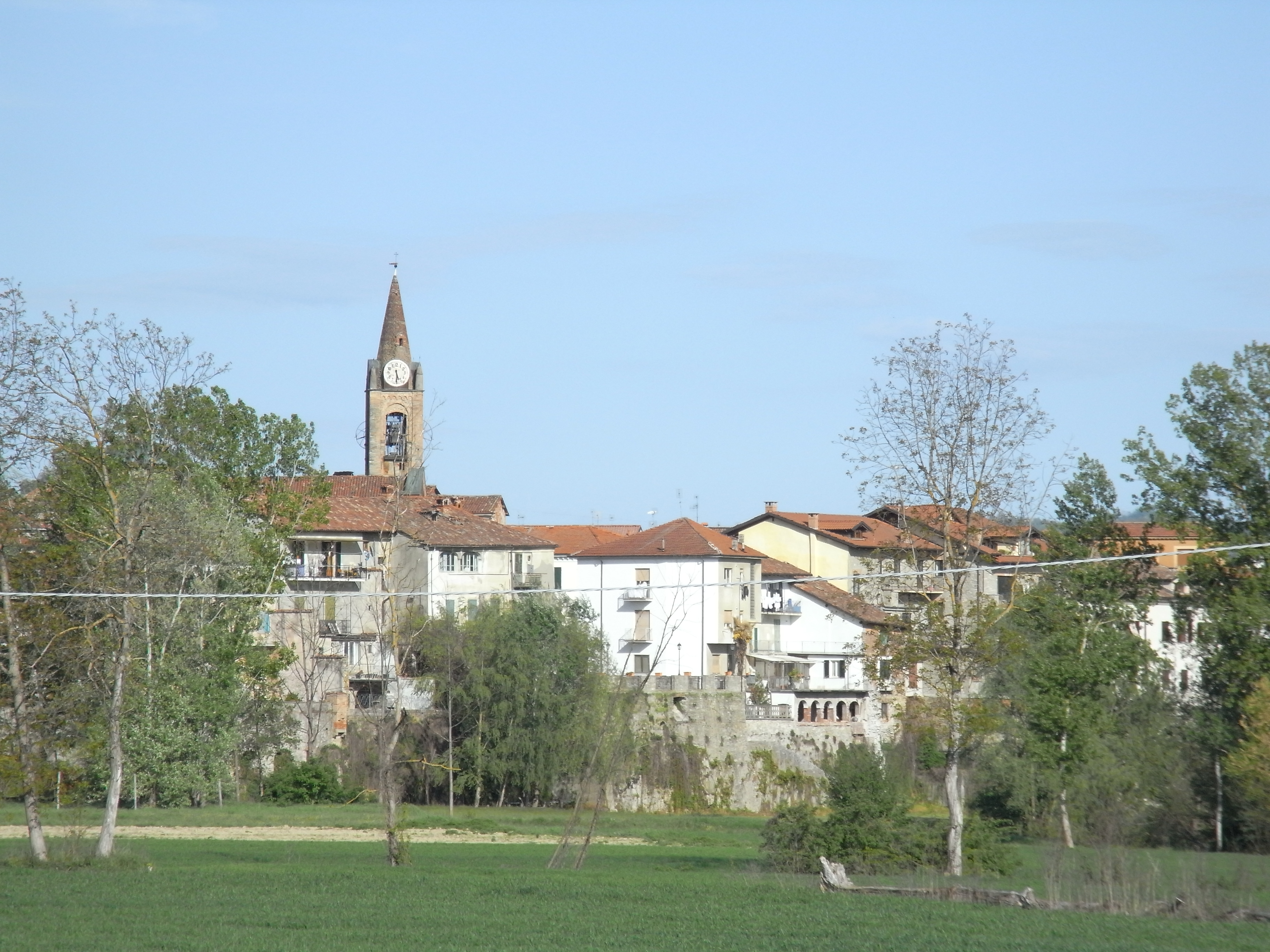
Panorama

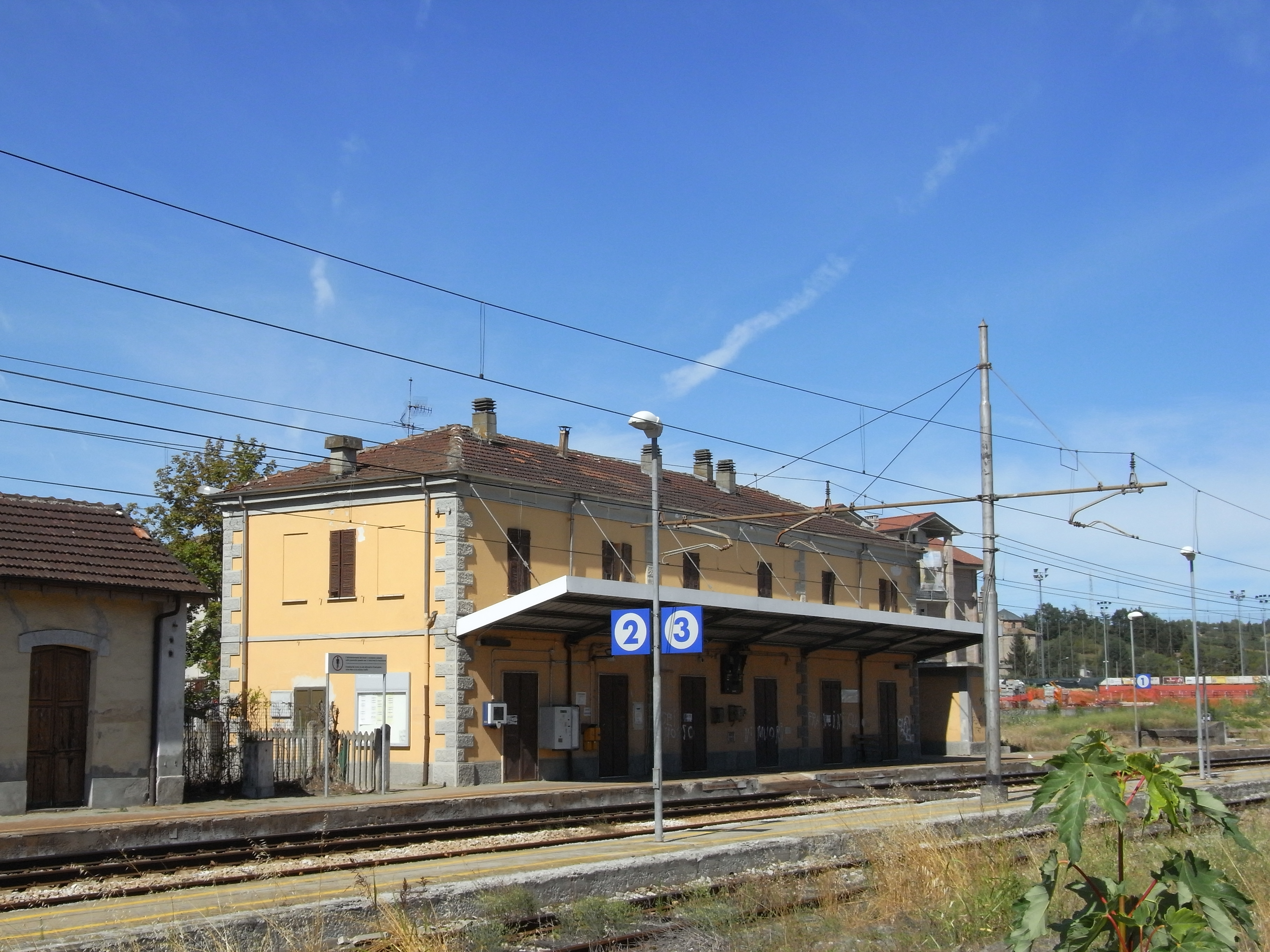
Bahnhof Bistagno

Der Ursprung des Ortsnamens ist eng mit der Nähe der Siedlung zu den Flussläufen Spigno und Millesimo verbunden, wie auch aus den antiken Zeugnissen Bistagnum und Bisanium hervorgeht. Die beiden Flüsse, die träge durch das flache Gelände fließen, wirken wie Teiche, die sich wieder vereinen. Daraus entstanden die Namen Bisstagnum und Bisanium, wobei Bis „doppelt“, Stagnum „Teich“ und Amnis „Fluss“ bedeutet.
Seine Ursprünge reichen bis ins Mittelalter zurück. Im Jahr 1253, als es im Besitz der Bischöfe von Acqui war, ließ einer von ihnen, Monsignore Enrico Del Carretto, die drei Dörfer, aus denen die Siedlung bestand, abreißen, um sie durch ein einziges, aber gut befestigtes Dorf zu ersetzen. Das neue Dorf bestand aus robusten Bastionen, sechs großen Türmen und einer Burg.
Anschließend gelangte es in den Besitz der Markgrafen von Monferrato und wurde als Lehen zunächst an die Guascos und dann an die Della Rovere di Casale abgetreten. Im 17. Jahrhundert, am Ende des Spanischen Erbfolgekrieges, wurde es, nachdem es von den Spaniern selbst besetzt und seiner Befestigungen beraubt worden war, 1706 Teil der Herrschaft des Hauses Savoyen.
Etwa Mitte des 19. Jahrhunderts dachte ein französischer Ingenieur darüber nach, seinen Flussliegeplatz in ein Projekt zum Bau eines schiffbaren Kanals einzubeziehen, der von Alessandria nach Savona führen sollte. Die Idee fand jedoch keine Fortsetzung und wurde aus wirtschaftlichen Gründen bald aufgegeben.

## Sehenswürdigkeiten
- Der dreieckige Turm der alten Burg aus dem Jahr 1253.
- Die 1259 erbaute Pfarrkirche San Giovanni Battista mit barocken Formen, deren Glockenturm jedoch im romanisch-gotischen Stil gehalten ist und eine Marmorgruppe des hier geborenen Bildhauers Giulio Monteverde beherbergt.
- Das Heiligtum der Pieve.

## Partnergemeinde
- Flaviac

## Persönlichkeiten
- Giuseppe Saracco (1821–1907), Politiker
- Giulio Monteverde (1837–1917), Bildhauer

## Kulinarische Spezialitäten
In Bistagno werden Reben für den Dolcetto d’Acqui, einen Rotwein mit DOC Status angebaut. Die Beeren der Rebsorten Spätburgunder und/oder Chardonnay dürfen zum Schaumwein Alta Langa verarbeitet werden. Die Muskateller-Rebe für den Asti Spumante, einen süßen DOCG-Schaumwein mit geringem Alkoholgehalt sowie für den Stillwein Moscato d’Asti werden hier ebenfalls angebaut. Aus der Rebsorte Brachetto wird der liebliche Schaumwein Brachetto d’Acqui hergestellt. In Bistagno werden auch Reben der Sorte Barbera für den Barbera d’Asti, einen Rotwein mit DOCG Status angebaut.